# Halectinosoma finmarchicum
Halectinosoma finmarchicum är en kräftdjursart som först beskrevs av T. Scott 1903.  Halectinosoma finmarchicum ingår i släktet Halectinosoma och familjen Ectinosomatidae. Arten är reproducerande i Sverige. Inga underarter finns listade i Catalogue of Life.